# All of My Love
All of My Love (englisch für All meine Liebe) ist ein englischsprachiger Popsong, der vom Team um Borislaw Milanow geschrieben und von der maltesischen Sängerin Destiny Chukunyere interpretiert wurde. Mit dem Titel sollte sie Malta beim Eurovision Song Contest 2020 in Rotterdam vertreten.

## Hintergrund und Produktion
Am 8. Februar 2020 gewann Chukunyere die Castingshow X Factor Malta 2020, womit sie das Recht erhielt, ihr Land beim kommenden Eurovision Song Contest zu vertreten. Sie gewann für Malta bereits den Junior Eurovision Song Contest 2015 und war im Jahr 2019 Backgroundsängerin für Michela Pace und den ESC-Titel Chameleon.
Eine frühe Fassung des Titels wurde bereits 2016 als möglicher Wettbewerbstitel für Poli Genowa in Betracht gezogen. Laut Genowa sei sie selbst auch an der Komposition beteiligt gewesen. Nachdem sie sich für If Love Was a Crime entschieden habe, wurde All of My Love im Herbst 2019 an Bernarda Brunović herangetragen, welche gemeinsam mit Borislaw Milanow eine neue Version ausarbeitete. Diese wurde für die Dora 2020 mit Brunović als Sängerin eingereicht, wurde jedoch vom kroatischen Fernsehen abgelehnt. Nachdem Destiny Chukunyere X Factor Malta gewann, sandte man das Lied an die maltesische Rundfunkanstalt Public Broadcasting Services, wo es schließlich angenommen wurde.
Außerdem waren Sebastian Arman, Dag Lundberg, Joacim Persson und Cesár Sampson an der Komposition beteiligt. Die Abmischung fand durch Patrick Kummeneker statt.

## Musik und Text
Brunović beschreibt den Titel als „positiv und upbeat“. Er sei „leicht eingängig in den Strophen und im Refrain mit seinen ganz speziellen Überraschungsmomenten“. Die Gospel- und Souleinflüsse seien von ihr selbst gekommen. Der Songtext handelt davon, dass die Liebe, welche die Sängerin von ihrem Gegenüber bekomme, ihr gut täte und ihm diese auch zurückgebe. Die Liebe wird im Refrain als Metapher durch einen schnell fließenden Fluss beschrieben. Der Song besteht aus zwei Strophen, welche von einem Refrain mit Post- und Pre-Chorus abgewechselt werden. Am Ende, nach der Bridge, wird der Refrain ohne den Pre-Chorus gesungen.

## Beim Eurovision Song Contest
Malta hätte im ersten Halbfinale des Eurovision Song Contest 2020 mit diesem Lied auftreten sollen. Aufgrund der fortschreitenden COVID-19-Pandemie wurde der Wettbewerb jedoch abgesagt.

## Rezeption
MaltaToday sieht All of My Love als üblichen Brei, aber dennoch als brauchbare Pop-Hymne mit einem mitreißenden Refrain.
Eurovisionary sah den Titel als möglichen Gewinner des Eurovision Song Contest, merkte zugleich aber an, dass es All of My Love an möglicher Tiefe fehle. Der Blog ESCXtra ist der Ansicht, dass der Interpretin vom Junior Eurovision Song Contest zur Erwachsenenausgabe gelungen sei. Der Titel besitze alle wichtigen Eigenschaften, um einer der Top-Beiträge des Jahres zu sein. Der deutschsprachige Blog ESC Kompakt bezeichnet das Lied als „gehobene Milanov-Hausmannskost“ und bewertete es überwiegend gut. Kritisch wurde angemerkt, dass der Song vor allem auf die Stimme der Interpretin, sowie ihre bisherige Leistung beim Junior Eurovision Song Contest baue.

## Veröffentlichung
Obwohl das offizielle Musikvideo bereits am 9. März 2020 veröffentlicht wurde, erschien die Single als Download und Musikstream erst Ende April und somit als deutlich letzter der Grand-Prix-Beitrage des Jahres 2020. Das Video wurde zum Teil in einem Reservat der Organisation BirdLife Malta gedreht. Regisseur war Steven Levi Vella, als Kameramann fungierte Matthew Muscat Drago.